# تسرب غاز أليسو كانيون

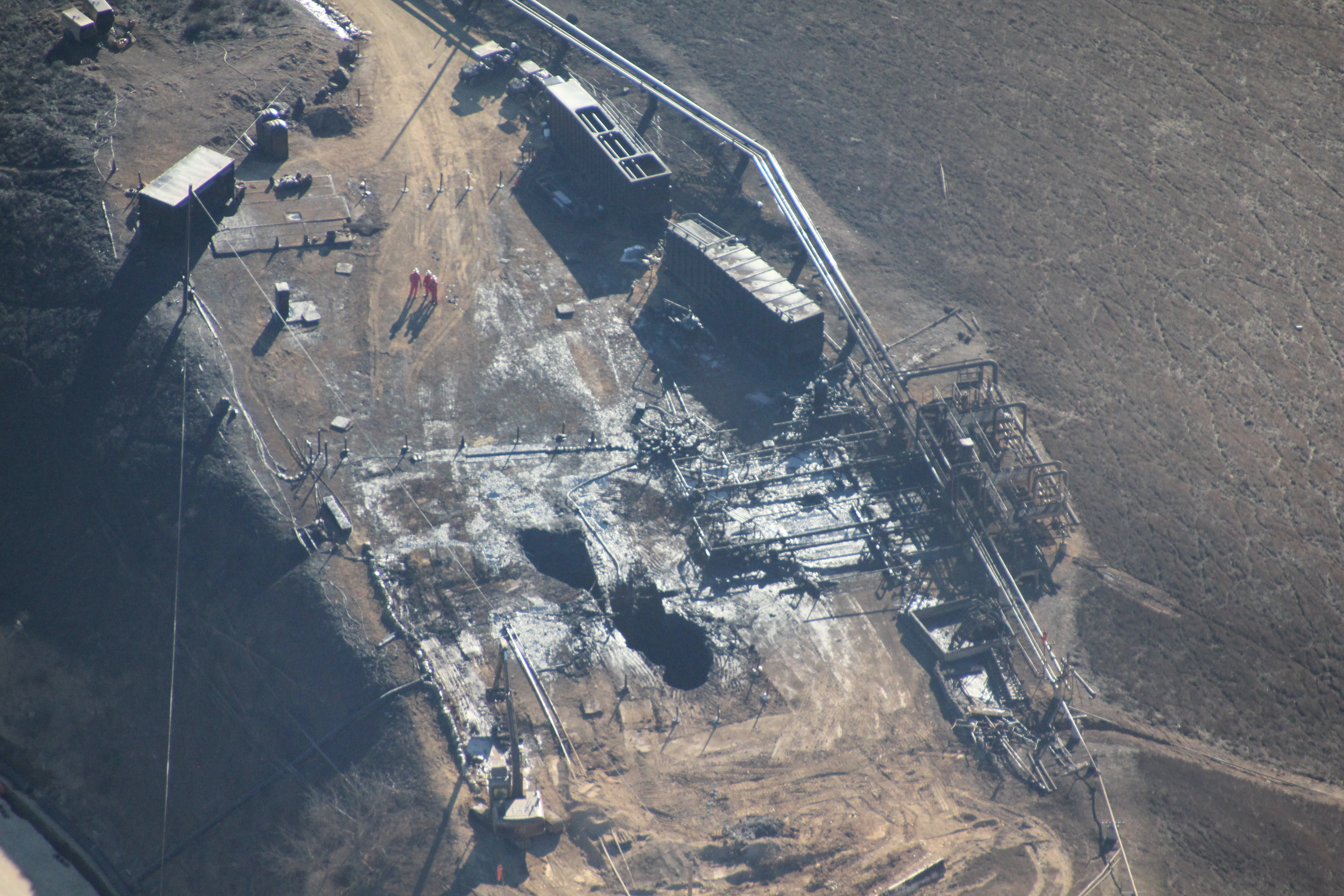
رأس البئر إس إس 25 في أليسو كانيون، 17 ديسمبر/كانون الأول 2015. لاحظ حفر الهبوط في المنتصف، والتي يبدو أنها ناجمة عن محاولات سد البئر المتسرب.

تسرب غاز أليسو كانيون (يُسمى أيضًا تسرب غاز بورتر رانش وانفجار غاز بورتر رانش ) كان تسربًا هائلاً لغاز الميثان ‏ في جبال سانتا سوزانا بالقرب من حي بورتر رانش ‏ في مدينة لوس أنجلوس، كاليفورنيا. تم اكتشافه في 23 أكتوبر 2015، حيث كان الغاز يتسرب من بئر داخل منشأة تخزين تحت الأرض في أليسو كانيون ‏. تنتمي منشأة تخزين الغاز هذه، التي تعد ثاني أكبر منشأة من نوعها في الولايات المتحدة، إلى شركة غاز جنوب كاليفورنيا ‏ (سوكال للغاز)، وهي شركة تابعة لشركة سيمبرا للطاقة. في 6 يناير 2016، أعلن الحاكم جيري براون حالة الطوارئ. في 11 فبراير، أعلنت شركة الغاز أنها سيطرت على التسرب. وفي 18 فبراير/شباط، أعلن مسؤولون بالولاية أن التسرب تم سده بشكل دائم.
وتشير التقديرات إلى أن ما يقرب من 97,100 طن متري (95,600 طن كبير؛ 107,000 طن صغير) من الميثان و 7,300 طن متري (7,200 طن كبير؛ 8,000 طن صغير) من الإيثان قد تم إطلاقها في الغلاف الجوي. وقد أدى التأثير الأولي للانبعاث إلى زيادة تقديرات 5.3 جيجا طن من الميثان في الغلاف الجوي للأرض بنحو 0.002%، ثم انخفضت إلى النصف في غضون 6 إلى 8 سنوات.
وقد تم الإبلاغ على نطاق واسع عن أن هذه الحادثة كانت أسوأ تسرب للغاز الطبيعي في تاريخ الولايات المتحدة من حيث تأثيره البيئي.
ينبعث من بقية حوض الساحل الجنوبي ‏ بأكمله، والذي يبلغ عدد سكانه حوالي 18 مليون نسمة، ما يقرب من 413،000 طن من الميثان و23،000 طن من الإيثان سنويًا. قد تكون البصمة الكربونية لتسرب الغاز من أليسو أكبر من تسرب النفط من منصة ديب ووتر هورايزون في خليج المكسيك.
وبالمقارنة، وجد قمر صناعي للاستشعار عن بعد أن منجم الفحم راسبادسكايا ‏ يطلق 762،120 طنًا متريًا، أو 832،200 طن قصير، من غاز الميثان كل عام، دون أي خطة لإصلاحه.

## المرافق
بعد اكتشاف النفط في أليسو كانيون عام 1938، أنتجت شركة تايدووتر أسوشيتد أويل التابعة لجيه بول جيتي النفط والغاز حتى استنفد خزان سيسنون-فرو، وهو أكبر خزان داخل حقل النفط، في أوائل سبعينيات القرن العشرين. في 18 ديسمبر 1968، حدث انفجار وحريق في أحد الآبار عندما حاول أحد المشغلين إزالة صمامي رفع الغاز، مما أدى إلى تدمير المعدات ولكن لم يتسبب في أي إصابات. قام جيتي ببيع حصته من الحقل لشركة باسيفيك لايتينغ، وهي شركة غاز، والتي قامت بتحويلها إلى مخزن للغاز في عام 1972. وعلى النقيض من الممارسة الحالية، لم تكن الآبار القديمة محكمة الغلق على التكوينات الصخرية المحيطة بها، بما في ذلك غلافها الفولاذي الذي يبلغ طوله في كثير من الأحيان أكثر من ميل واحد. اليوم، "يعمل الأسمنت من سطح الأرض إلى قاع البئر [...] على تقوية الأغطية وحمايتها من الماء." يحتوي مرفق تخزين الغاز الطبيعي في أليسو كانيون على 115 بئرًا تستغل خزانًا "يحتوي على ما يصل إلى 86 مليار قدم مكعب من الغاز الطبيعي لتوزيعه على المساكن والشركات والمرافق الكهربائية في حوض لوس أنجلوس". ويعد هذا الحقل ثاني أكبر منشأة تخزين من نوعها في الولايات المتحدة.

## اكتشاف التسرب
قالت شركة غاز جنوب كاليفورنيا ‏ إن التسرب في البئر إس إس-25 تم اكتشافه "في 23 أكتوبر أثناء إحدى عمليات مراقبة البئر مرتين يوميًا". أبلغ سكان مزرعة بورتر القريبة عما اعتقدوا أنه منزل به تسرب كبير في 23 أكتوبر 2015. "انتقلت شركة سوكال للغاز من منزل إلى منزل إلى منزل، وأعطت الجميع علامة "إيه-أوك" و[...] لم تعترف بوجود تسرب غاز حتى [...] ربما حوالي 28 أكتوبر."
ويعتقد السكان المحليون أن انفجار الغاز بدأ قبل أن تعترف شركة سوكال للغاز باكتشافه، وأبلغ العديد من السكان عن إصابتهم بأمراض غير مبررة قبل أسبوع أو نحو ذلك. وفقًا لموقع كيه بي سي سي على الويب، نشر بعض السكان شكاوى حول الأعراض السابقة على صفحة تسرب الغاز في مزرعة بورتر على فيسبوك.
وقد تم وصف هذا الحدث بأنه انفجار في العديد من التقارير الإخبارية ومن قبل المدعي العام لولاية كاليفورنيا، زافيير بيسيرا. على سبيل المثال، نُشر مقال في فبراير 2016 في صحيفة مقاطعة أورانج بعنوان سيتعين على منشأة الغاز التي انفجرت فوق مزرعة بورتر الالتزام بقواعد جديدة. وذكر أنه "في حالة البئر المنفجرة، يُعتقد أن الغلاف قد فشل تحت ضغط مرتفع، مما سمح للغاز بالتسرب". ووفقًا لموقع إدارة السلامة والصحة المهنية، فإن الانفجار هو "تدفق غير منضبط للغاز أو النفط أو سوائل البئر الأخرى" من البئر.
اعتبارًا من 1 فبراير 2016، أطلق البئر إس إس-25 ما يقدر بنحو 91000 طن متري من غاز الميثان. "قالت صحيفة هافينغتون بوست إنه "على الرغم من أن انفجار الغاز هذا دفع إلى إجراء مقارنات مع فشل بئر النفط التابع لشركة بي بي في خليج المكسيك في عام 2010 وتسرب النفط من ناقلة إكسون فالديز في ألاسكا في عام 1989، فإن الخبراء يقولون إن هذا التسرب سيكون له عواقب بيئية أبعد مدى".

## الأسباب
كان مصدر التسرب عبارة عن أنبوب معدني في غلاف مثقوب بقطر 7-بوصة (180 مـم) لبئر الحقن "ستاندرد سيسنون 25" (إس إس 25) الذي يقع على عمق 8,750 قدم (2,670 م). افترضت شركة سوكال للغاز أن التسرب لم يكن أكثر من 500 قدم (150 م) في العمود المستخدم لنقل الغاز داخل وخارج البئر. تم حفر البئر إس إس 25 في عام 1953 وكان به في البداية صمامات أمان، والتي تمت إزالتها في عام 1979 لأن الصمامات كانت قديمة ومتسربة. نظرًا لأن البئر لم يُعتبر "حرجًا، أي أنه يقع على بعد 100 قدم من طريق أو حديقة، أو على بعد 300 قدم من منزل"، فقد تمت إزالة الصمامات فقط ولم يتم استبدالها. أُزيلت صمامات أمان متعددة من أنابيب أليسو كانيون/بورتر رانش التي تعود إلى حقبة الخمسينيات عام 1979، ولم تُستبدل قط، وهي حقيقة أكّدها أيضًا تحقيق خاص في التسرب أجراه مكتب النائب براد شيرمان. صرّح عالم الغلاف الجوي ستيف كونلي بأن رأس البئر في أليسو كانيون كان عمره 61 عامًا، وأنه لم يكن "مصدومًا من فشله". قد يكون أحد أسباب فشل الغلاف هو تدفق الغاز ليس فقط عبر الأنابيب، بل أيضًا عبر الغلاف "لتلبية طلب العميل"، كما صرّح خبير آبار حقن من جامعة تكساس إيه آند إم في مقابلة مع الإذاعة الوطنية العامة.
في 7 ديسمبر 2015، تم نشر مقطع فيديو مجهول المصدر يظهر سحابة من غاز الميثان تحوم فوق مجتمع بورتر رانش. تم التقاط الصورة بكاميرا الأشعة تحت الحمراء، مما يوضح مدى العمود غير المرئي.
في 17 مايو 2019، أعلنت لجنة المرافق العامة في كاليفورنيا ‏ أن شركة شركاء بليد للطاقة قد أكملت تحليل السبب الجذري لتسرب الغاز الذي حدث في 23 أكتوبر 2015. تتضمن النتائج الرئيسية من تحليل السبب الجذري ما يلي:
- وكان السبب المباشر للتسرب هو تمزق غلاف البئر الخارجي الذي يبلغ قطره 7 بوصات بسبب التآكل الميكروبي  [لغات أخرى]‏ من الخارج الناتج عن ملامسة المياه الجوفية.
- ولم تقم شركة سوكال للغاز بإجراء عمليات تفتيش أو تحليلات متابعة مفصلة بعد التسريبات السابقة. تمكنت شركة بلايد إينرجي من تحديد أكثر من 60 تسربًا في غلاف أليسو كانيون قبل الحادث الذي وقع في أكتوبر 2015 والذي يعود تاريخه إلى سبعينيات القرن الماضي، ولكن لم يتم إجراء أي تحقيقات في الفشل من قبل شركة سوكال للغاز.
- كانت شركة سوكال للغاز تفتقر إلى أي شكل من أشكال تقييم المخاطر يركز على إدارة سلامة الآبار، وكانت تفتقر إلى الممارسات المنهجية للحماية من التآكل الخارجي ونظام مراقبة الضغط المستمر في الوقت الفعلي لمراقبة الآبار.
- تعالج ممارسات ولوائح سلامة الآبار المحدثة التي اعتمدها قسم إدارة الطاقة الجيولوجية في كاليفورنيا معظم الأسباب الجذرية للتسرب التي تم تحديدها أثناء التحقيق الذي أجرته شركة بلايد إينرجي.

وفي 17 مايو/أيار 2019، نشرت لجنة المرافق العامة في كاليفورنيا أيضًا مقطع فيديو يوضح تفاصيل التسرب.
ردًا على تقرير شركة بليد إنرجي، أصدرت شركة سوكال غاز ردًا جاء فيه: "يؤكد تقرير بليد أن سوكال غاز امتثلت للوائح تخزين الغاز السارية وقت التسرب. كما أكدت بليد إنرجي أن ممارسات سوكال غاز المُحدثة في عام 2019 واللوائح الحكومية الجديدة تعالج معظم، إن لم يكن جميع، الأسباب التي تم تحديدها في التقرير."

## الانبعاثات
يتكون الغاز الطبيعي إلى حد كبير من الميثان، وهو غاز دفيئة غير مرئي وعديم الرائحة وله قدرة على التسبب في الاحتباس الحراري العالمي أكبر بمقدار 86 مرة من ثاني أكسيد الكربون في إطار زمني مدته 20 عامًا، وينخفض إلى حوالي 29 مرة من تأثير ثاني أكسيد الكربون في إطار زمني مدته 100 عام على أساس الكتلة لكل كتلة. أدى التسرب في البداية إلى إطلاق حوالي 44000 كيلوغرام من غاز الميثان في الساعة أو 1200 طن من غاز الميثان يوميًا، وهو ما يعادل من حيث إنتاج الغازات المسببة للاحتباس الحراري شهريًا ما يعادل الانبعاثات من 200000 سيارة في عام واحد. في 14 يناير 2016، قامت مجلة تايم بمقارنة 1.6 مليون رطل من غاز الميثان المنبعث كل يوم بانبعاثات ستة محطات طاقة تعمل بالفحم، أو 2.2 مليون بقرة يوميًا، أو 4.5 مليون سيارة. اعتبارًا من يناير 2016، كان أحدث قياس للميثان وفقًا مجلس كاليفورنيا لموارد الهواء (Carb) في 22 ديسمبر 2015، وقد انخفض من ذروة بلغت 58000 ± 12000 كجم/ساعة إلى 30،300 كجم/ساعة، وهو ما يعادل أكثر من 1.4 مليون سيارة وفقًا لحسابات مختلفة باستخدام تقديرات وكالة حماية البيئة. يشار إلى البصمة الكربونية لتسرب الغاز في أليسو بأنها "أكبر من تسرب ديب ووتر هورايزون في خليج المكسيك". كان لهذا الحدث الفردي إمكانية التسبب في الاحتباس الحراري العالمي لمدة 100 عام بنسبة حوالي 1.5% من إجمالي انبعاثات غاز الميثان وثاني أكسيد الكربون السنوية في سوكاب.
قام ستيف كونلي، عالم الغلاف الجوي بجامعة كاليفورنيا ديفيس ومالك شركة الطيران العلمي، بقياس انبعاثات الغاز بشكل مستقل. قام بأخذ عينات من الهواء عن طريق التحليق فوق الموقع في طائرته ذات المحرك الواحد والمزودة بجهاز تحليل، وهي واحدة من ثلاث أو أربع طائرات فقط من هذا النوع في البلاد. وقال إن رحلات أليسو كانيون كانت "الأصعب [...] التي قمت بها على الإطلاق" بسبب الرائحة التي تسبب الصداع والاضطرابات المزعجة. شكك في القراءات في البداية، و"ظن أن الأجهزة توقفت عن العمل لأنني لم أرَ قياسًا بهذا الحجم من قبل". وكان قد تعاقد مع هيئة الطاقة في كاليفورنيا، ‏ بالصدفة، قبل تسرب الغاز، وقال إنه لو لم يكن متعاقدًا ومستعدًا للعمل، "لما عرف أحد حجم التسرب".
تم اكتشاف انبعاثات غاز الميثان من تسرب غاز أليسو كانيون بواسطة موقع تي سي سي أون ‏ في معهد كاليفورنيا للتكنولوجيا في غضون يوم واحد من بدء التسرب، لكن الباحثين في معهد كاليفورنيا للتكنولوجيا لم يكن لديهم تفسير لما كان يسبب شيئًا "غريبًا حقًا" فوق باسادينا حتى وقت لاحق. تم استخدام بيانات مراقبة تي سي سي أون في تحليل التسرب لتقدير انبعاثات الإيثان بمقدار 7700 ± 1700 طن باستخدام تقدير ستيف كونلي للميثان بمقدار 97100 طن.
بالإضافة إلى الميثان، احتوى تسرب الغاز على تيرت بوتيل ميركابتان، ورباعي هيدروثيوفين، وميثيل ميركابتان، مما يعطي الغاز رائحة البيض الفاسد. لقد تم استخدام هذه المواد ذات الرائحة الطيبة لعقود من الزمن وكانت تعتبر غير ضارة على الرغم من أنها قد تسبب الغثيان والقيء. بالإضافة إلى ذلك، يحتوي الغاز على بعض البنزين المسبب للسرطان. وقد تكون للملوثات عواقب طويلة الأمد تتجاوز حدود المنطقة.

### التأثير على المجتمع المحلي
وأفاد السكان المحليون عن إصابتهم بالصداع والغثيان والطفح الجلدي ونزيف الأنف الشديد. كان حوالي 50 طفلاً يذهبون إلى ممرضات المدارس يوميًا بسبب نزيف الأنف الشديد. وقد حدثت إصابات أكثر من المعتاد في العين والأذن والحنجرة. بحلول 25 ديسمبر 2015، تم نقل أكثر من 2200 أسرة من حي بورتر رانش مؤقتًا، ولا يزال أكثر من 2500 أسرة قيد المعالجة. اعتبارًا من 7 يناير 2016، تم نقل 2824 أسرة أو حوالي 11300 شخصًا مؤقتًا بواسطة شركة سوكال للغاز، بينما تقدمت أكثر من 6500 أسرة بطلب للحصول على المساعدة. تم نقل مدرستين في شهر يناير. افتتحت شركة سوكالغاز مركزًا للموارد المجتمعية في مركز مدينة بورتر رانش ‏ وتقدم نشرات أسبوعية للعملاء عبر البريد والبريد الإلكتروني، بالإضافة إلى المكالمات وإشعارات الرسائل النصية للأحداث المهمة، كما أنشأت لجنة استشارية مجتمعية.
شهدت منطقة إيت مايل في ولاية ألاباما ‏ تسرب غاز طبيعي ذو رائحة كريهة داخل المنطقة في عام 2008. ويستمر السكان في الشعور بهذه الأعراض نتيجة تعرضهم الطويل الأمد لمادة الميركابتان. ويقول السكان إنهم لم يحصلوا إلا على القليل جدًا من المساعدة المقدمة لسكان بورتر رانش. يعتبر ميثيل ميركابتان سامًا إذا تم استنشاقه وفقًا لورقة بيانات سلامة المواد الخاصة به. ويعتبره المسؤولون الحكوميون والصناعيون غير ضار إلى حد ما. لقد كان هناك جدل حول ما إذا كان هذا هو مصدر الأمراض في بورتر رانش وإيت مايل.

## إغلاق البئر
بحلول نهاية شهر نوفمبر 2015، حاولت شركة سوكال للغاز تنفيذ ستة إجراءات لقتل البئر ‏ لوقف تدفق الغاز عن طريق ضخ خليط من الطين والمحلول الملحي إلى أسفل البئر، وكان آخرها في 25 نوفمبر. فشلت المحاولات بسبب تشكل الجليد وارتفاع الضغط الصاعد بمعدل 2,700 رطل لكل بوصة مربعة (190 بار).
في 4 ديسمبر 2015، بدأت شركة سوكال للغاز في حفر بئر إغاثة ‏ في الغطاء الصخري، 8,000 قدم (2,400 م) إلى الأسفل، بمساعدة شركة بوتس آند كوتس ‏، وهي شركة تابعة لشركة هاليبرتون. "إن بئر الإغاثة "يشبه بئر الإغاثة الذي حفره مهندسو شركة بي بي لوقف تدفق النفط إلى خليج المكسيك في عام 2010 بعد كارثة ديبووتر هورايزون ". كانت الخطة هي ضخ السائل والأسمنت إلى البئر الرئيسية بمجرد أن تتمكن بئر الإغاثة من تنفيس الغاز بأمان. قدرت شركة سوكال للغاز أن بئر الإغاثة الأول سيتم الانتهاء منه بحلول 24 فبراير 2016. خططت شركة سوكال للغاز لحفر بئر تخفيف ثانوي، وتقدر أن إصلاح التسرب سيستغرق حتى نهاية مارس 2016.
بعد أن خلّفت المحاولة السابعة لسد التسرب باستخدام الطين، والتي بدأت في 22 ديسمبر، حفرةً بعمق 25 قدمًا حول رأس البئر، ازداد خطر انفجاره. تطلب الأمر تثبيت البئر بكابلات شد، وتوقفت محاولات أخرى لسد البئر من الأعلى. ازداد قلق الجهات التنظيمية الحكومية بشأن استقرار رأس البئر.
في يناير/كانون الثاني، سعت شركة سوكال للغاز إلى الحصول على إذن لالتقاط الغاز الطبيعي وربما حرقه، لكن الجهات التنظيمية في الولاية صوتت ضد ذلك، خوفًا من السلامة.
في 11 فبراير 2016، اعترضت البئر الإغاثة قاعدة البئر المتسربة وبدأت الشركة في ضخ السوائل الثقيلة للسيطرة على تدفق الغاز من البئر المتسربة. في 18 فبراير 2016، أعلن مسؤولون بالولاية أن التسرب تم سده بشكل دائم.

## النقد
صرح ستيف كونلي، عالم الغلاف الجوي الذي يقيس انبعاثات غازات التسرب، بعدم وجود خطة استجابة سريعة لهذا النوع من الحوادث: "ليس لدينا أي إجراءات جاهزة لقياس تسربات ضخمة كهذه، أو لمراقبتها وحل المشكلات". وأشار إلى ضرورة إعداد العقود بحيث "بمجرد رصد أي تسرب، يُمنح أمر البدء، وبعد ساعتين يتم قياس التسرب".
انتقد ميتشل إنجلاندر ‏، عضو مجلس مدينة لوس أنجلوس الذي يمثل بورتر رانش، شركة سوكال للغاز "لتشغيل منشأة بهذا الحجم [...] وتغذية 20 مليون عنوان" لعدم وجود خطة احتياطية، والتأخير في جلب المعدات اللازمة إلى الموقع "من دول الخليج كما فعلوا في هذا الوضع بالذات" والتأخير في التقاط الضباب الملحي والنفط والمواد الكيميائية الذي يهبط على منازل الناس ويسود سياراتهم.
انتقد مركز التنوع البيولوجي بطء استجابة الحاكم براون "لأن نهج الجهات التنظيمية الحكومية المتساهل تجاه حقن الغاز تحت الأرض ساهم في تمهيد الطريق لهذه الكارثة". وأضاف المركز: "لقد أدركت الولاية منذ سنوات أن البنية التحتية القديمة للغاز الطبيعي تُشكل كارثةً وشيكة، لكن المسؤولين تجاهلوا هذه المخاطر في الغالب".
وانتقد خبراء في هندسة البترول التأخير في حفر بئر الإغاثة حتى مرور ستة أسابيع بعد معرفة التسرب، وحفر بئر إغاثة واحد فقط بدلاً من اثنتين.
وذكرت وكالة أسوشيتد برس أن شركة سوكال للغاز كانت تقلل من مستويات البنزين في الهواء المحيط بالبئر.

## ردود الفعل التنظيمية
في غضون يومين من الاكتشاف، "كانت هناك عشرة أو أكثر من الوكالات المحلية والولائية متورطة". قام مجلس كاليفورنيا لموارد الهواء بقياس غاز الميثان على الأرض بالقرب من البئر، من الأبراج والأقمار الصناعية والطائرات، ونقل النتائج إلى لجنة الطاقة في كاليفورنيا ‏ وشركة سوكال للغاز.:1 وجهت اللجنة لشركة سوكال للغاز ثمانية عشر سؤالاً تفصيلياً للغاية حول الغاز الطبيعي ومعدل التسرب الأساسي وديناميكيات التسرب.:4–5 ورضت إدارة الطيران الفيدرالية قيودًا مؤقتة على الطيران فوق موقع التسرب حتى مارس 2016. في 7 ديسمبر 2015، رفع المدعي العام لمدينة لوس أنجلوس مايك فوير دعوى قضائية ضد شركة سوكال للغاز بسبب تعاملها مع فشل البئر. في 15 ديسمبر 2015، أعلنت مقاطعة لوس أنجلوس حالة الطوارئ.
وفي 23 ديسمبر/كانون الأول 2015، ذهب مكتب فوير إلى المحكمة مرة أخرى، وحصل على اتفاقية قابلة للتنفيذ قضائيا مع شركة سوكال للغاز لتسريع جهود نقل السكان المتضررين من التسرب الهائل.
ودعا السكان المحليون الحاكم جيري براون للتدخل. شقيقته كاثلين براون هي عضو في مجلس إدارة شركة سيمبرا للطاقة، التي تمتلك شركة غاز جنوب كاليفورنيا. قام المحافظ بزيارة الموقع والجوار في 4 يناير 2016، وأعلن حالة الطوارئ في 6 يناير 2016. أصدر أوامر بتكثيف عمليات التفتيش وتدابير السلامة لجميع مرافق تخزين الغاز الطبيعي في كاليفورنيا؛ وقد تم بالفعل حظر المزيد من الحقن في أليسو كانيون.
وأشار مسؤولون صحيون محليون إلى أن التعرض طويل الأمد لبعض المواد الكيميائية قد يؤدي إلى مشاكل صحية.
في يناير/كانون الثاني 2016، طلب عضوان في مجلس الشيوخ بولاية كاليفورنيا من وزارتي العدل والنقل الأمريكيتين ووكالة حماية البيئة إجراء "تحليل قانوني لأي سلطات فيدرالية يمكن تطبيقها على هذه الحادثة وحقول التخزين عمومًا" و"تحليل فني لمدى قدرة شركة غاز جنوب كاليفورنيا على تقليل الغاز المخزن في المنشأة بسرعة أكبر". في الحادي عشر من يناير/كانون الثاني، قدّم أربعة أعضاء في مجلس الشيوخ بولاية كاليفورنيا مشاريع قوانين لفرض وقف فوري على أي عمليات حقن جديدة للغاز الطبيعي واستخدام الآبار القديمة (SB 875)، وذلك لضمان قيام شركة غاز جنوب كاليفورنيا بدفع تكاليف الإسكان والنقل والاستجابة للطوارئ، ومنع لجنة المرافق العامة في كاليفورنيا ‏ (CPUC) من تخصيص هذه التكاليف لدافعي الضرائب، وأنها ستدفع تكاليف التخفيف من انبعاثات غازات الاحتباس الحراري من أرباحها من المرافق (SB 876). يتطلب مشروع القانون رقم 887 من مجلس الشيوخ تفتيش جميع مرافق تخزين الغاز الطبيعي تحت الأرض البالغ عددها 14 منشأة خلال الأشهر الاثني عشر المقبلة وعلى الأقل سنويًا بعد ذلك؛ كما يتطلب معايير سلامة محسنة، مثل تركيب صمامات أمان تحت السطح، واستخدام تكنولوجيا جديدة للكشف عن التسرب وتطوير خطط استجابة صارمة.
أدى عدم توفر منشأة تخزين الغاز في أليسو كانيون إلى عدم كفاية توصيل الغاز إلى محطات الطاقة، مما أدى إلى إجهاد شبكة الكهرباء. أمرت لجنة المرافق العامة في كاليفورنيا شركة جنوب كاليفورنيا إديسون ‏ بتثبيت سعة تخزين ‏ بطارية ليثيوم أيون بقدرة 20 ميجاوات (80 ميجاوات ساعة ) في محطة ميرا لوما التابعة للشركة بالقرب من سان برناردينو، كاليفورنيا، للتخفيف من انقطاع التيار الكهربائي خلال فصل الشتاء.

## رد الفعل السياسي
في 31 مارس 2016، نشرت صحيفة نيويورك تايمز مقالاً مميزاً في مجلة حول التسريب بعنوان "الكارثة الخفية"، مشيرةً إلى أنه في عام انتخابي، تُعدّ "كارثة مُهدّدة تُسبّب قيءً جماعياً ونزيفاً أنفياً جماعياً في مجتمع ثريّ غنيّ بالأصوات... حلماً لأيّ مرشح". وبينما أشادت بالحاكم جيري براون باعتباره "السياسي الوحيد الذي فشل في استغلال تسرب الغاز لتحقيق مكاسب سياسية"، أشارت إلى قبول عضو الكونجرس الجديد ستيف نايت تبرعاتٍ لحملته من شركة سيمبرا إنرجي، الشركة الأم لشركة سوكال غاز، ومواصلته دفاعه عن الشركة حتى ديسمبر عندما قال إنهم "يعملون على هذا الأمر بأقصى جهد ممكن". وبينما دعا نايت لاحقاً إلى عقد جلسات استماع في الكونجرس حول هذه المسألة، سارع أحد خصومه، الديمقراطي برايان كافوريو، إلى استغلال الكارثة البيئية كقضية محورية في الانتخابات الكونجرسية الخامسة والعشرين، والتي، وفقاً لمقال التايمز، "كانت تُعدّ من السباقات القليلة التي تشهد منافسةً حامية في مجلس النواب".
وكتبت صحيفة لوس أنجلوس تايمز أن أي سياسي "لا يتابع القضية بقوة مثل كافوريو"، الذي تحدث في 6 يناير/كانون الثاني 2016 إلى مجموعة من سكان بورتر رانش الساخطين الذين حضروا اجتماعاً شاركت في استضافته الناشطة البيئية إيرين بروكوفيتش. هاجم كافوريو "بشدة" خصمه، ستيف نايت، بسبب تأخره في الرد على التسريب. في حين صرح نايت بأنه لا يريد تسييس الكارثة، كان زميله الجمهوري مايكل أنتونوفيتش، مشرف مقاطعة لوس أنجلوس الذي صوت باستمرار ضد جهود التنظيم، صريحًا بشأن تصميمه على تحميل شركة سوكال للغاز المسؤولية.

## الآثار
اتخذ المسؤولون المنتخبون، بما في ذلك عضو الكونجرس براد شيرمان والسيناتور هنري ستيرن ‏، موقفًا مفاده أنه لا ينبغي اتخاذ أي قرار بشأن إعادة تنشيط المنشأة حتى تكتمل الدراسة الصحية والبحث المستمر عن سبب التسرب. كانت شركة سوكال للغاز تطلب مرارا وتكرارا من الجهات التنظيمية في كاليفورنيا الحصول على إذن لاستئناف ضخ الغاز الطبيعي المضغوط إلى الأرض في بورتر رانش، شمال شرق لوس أنجلوس، في حقل النفط المستنفد، والذي لا يزال يُستخدم للتخزين. وتظهر السجلات أن الشركة كانت تتفاوض بشأن هذه الخطوة مع الجهات التنظيمية لعدة أسابيع. وبما أن التحقيقات المتعددة في سبب التسرب لم تكتمل بعد، أصر عضو الكونجرس براد شيرمان على أن عملية إعادة فتح منشأة التخزين يجب أن تتم بحذر شديد. لا يعتقد المنظمون أو كبار السياسيين الذين يشاركون في الإشراف على تأمين وتنظيف التسرب أن أليسو كانيون جاهز لاستئناف العمليات الطبيعية. وحث عضو الكونجرس براد شيرمان على تقييد عمليات شركة الغاز إلى الحد الأدنى المطلوب لمنع انقطاع التيار الكهربائي. يعد حقل التخزين موردًا أساسيًا لمحطات الطاقة الكهربائية التي تعمل بالغاز. وقد أشار الخبراء والباحثون المستقلون إلى تسرب الغاز باعتباره الأكبر في تاريخ الولايات المتحدة.

## العواقب القانونية
في 23 نوفمبر/تشرين الثاني 2015، رفع بعض السكان الذين نزحوا بسبب تسرب الغازات دعوى قضائية أمام المحكمة العليا في لوس أنجلوس لمطالبة شركة سوكال غاز بالكشف عن معلومات تتعلق بالمخاطر الصحية للغازات المنبعثة. كما واصل المدعون المطالبة بالتعويضات.
وفي يناير/كانون الثاني، كان من المعتقد أن السكان ربما رفعوا ما يصل إلى ألف دعوى قضائية. في 2 فبراير 2016، رفعت مقاطعة لوس أنجلوس دعوى جنائية ضد شركة سوكال للغاز بسبب فشلها في الإبلاغ عن التسرب على الفور. وتشمل التهم ثلاث تهم تتعلق بالفشل في الإبلاغ الفوري عن التسرب بعد اكتشافه في 23 أكتوبر/تشرين الأول 2015، وتهمة واحدة تتعلق بـ "تفريغ ملوثات الهواء" بدءًا من نفس اليوم.
في 13 سبتمبر 2016، ذكرت صحيفة لوس أنجلوس تايمز أن شركة سوكال للغاز توصلت إلى اتفاق إقرار بالذنب مع مكتب المدعي العام لمقاطعة لوس أنجلوس. وبموجب الاتفاق، أقرت شركة سوكال للغاز بأنها غير مذنبة في تهمة جنحة واحدة وهي عدم الإبلاغ فورًا عن تسرب أكتوبر 2015، وأمرت بدفع غرامة قدرها 4 ملايين دولار. وقد انتهت التسوية الناتجة بين مكتب المدعي العام المحلي في لوس أنجلوس والمديرين التنفيذيين لشركة سوكال للغاز بتهمة جنحة بسيطة، وهي أقل تهمة ممكنة يمكن شطبها. بالإضافة إلى صفقة الإقرار بالذنب التي تم التفاوض عليها، دفعت شركة سوكال للغاز غرامة جزائية قدرها 4 ملايين دولار أمريكي، وهو مبلغ صغير نسبيًا، وهو ما يعادل مبلغ الإيرادات التي حصلت عليها شركة سوكال للغاز في شكل أرباح في أقل من معظم فترات الـ 12 ساعة المتوسطة خلال السنة المالية 2015. لقد تم الاستشهاد بتسرب الغاز في بورتر رانش في كثير من الأحيان من قبل الخبراء والاختبارات المستقلة باعتباره أكبر تسرب للغاز في تاريخ الولايات المتحدة.
في عام 2018، وافقت شركة سوكال للغاز على دفع مبلغ 119.5 مليون دولار لعدة كيانات حكومية بسبب الحادث.

## وصلات خارجية
- CalOES.gov: الموقع الرسمي لتسرب الغاز الطبيعي في أليسون كانيون، نسخة محفوظة December 23, 2020, على موقع واي باك مشين. – مكتب حاكم ولاية كاليفورنيا لخدمات الطوارئ (CalOES).
- SoCalGas.com: الموقع الرسمي لتسرب الغاز في أليسو كانيون
- CalEPA.gov: موقع تسرب الغاز الطبيعي في أليسو كانيون، كاليفورنيا
- CPUC.gov: فشل بئر أليسو كانيون – لجنة المرافق العامة في كاليفورنيا (CPUC)، ولاية كاليفورنيا.
- CalOEHHA.gov: حقل تخزين تحت الأرض في أليسو كانيون في مقاطعة لوس أنجلوس – مكتب تقييم المخاطر الصحية البيئية (OEHHA)، 15 يناير 2016.